# 2020–2021-es magyar gyeplabdabajnokság
A 2020–2021-es magyar gyeplabdabajnokság a kilencvenegyedik gyeplabdabajnokság volt. A bajnokságban négy csapat indult el, a csapatok két kört játszottak.

## Tabella
| #  | Csapat                     | M | Gy | D | V | G+ | G- | P  | Megjegyzés   |
| -- | -------------------------- | - | -- | - | - | -- | -- | -- | ------------ |
| 1. | Soroksári HC               | 4 | 4  | 0 | 0 | 17 | 2  | 12 |              |
| 2. | Építők HC                  | 4 | 2  | 0 | 2 | 4  | 8  | 6  |              |
| 3. | Grassalkovich Soroksári HC | 4 | 0  | 0 | 4 | 3  | 14 | 0  |              |
| 4. | Szt. László DSE            | 0 | 0  | 0 | 0 | 0  | 0  | 0  | visszalépett |

* M: Mérkőzés Gy: Győzelem D: Döntetlen V: Vereség G+: Ütött gól G-: Kapott gól P: Pont